# Пам'ятник 49 комунарам
Пам'ятник борцям за радянську владу в Севастополі, що загинули в 1919—1920-х роках (49-ти більшовикам-підпільникам) — пам'ятник в Ленінському районі Севастополя в сквері біля південного входу на кладовище Комунарів, вище братської могили. Відкритий 22 листопада 1937 року за проєктом архітектора М. А. Садовського, скульпторів Л. С. Смерчинського, С. С. Карташова. 
Пам'ятник являє собою масивний призматичний семиметровий пілон з балаклавського рожевого мармуроподібного вапняку, встановлений на триступінчатому п'єдесталі. На лицьовій стороні укріплена мармурова дошка з іменами 49 підпільників, які загинули в Криму. На пілоні — напис-присвята і барельєфи із силуміну па теми революції і громадянської війни.

## 49 комунарів

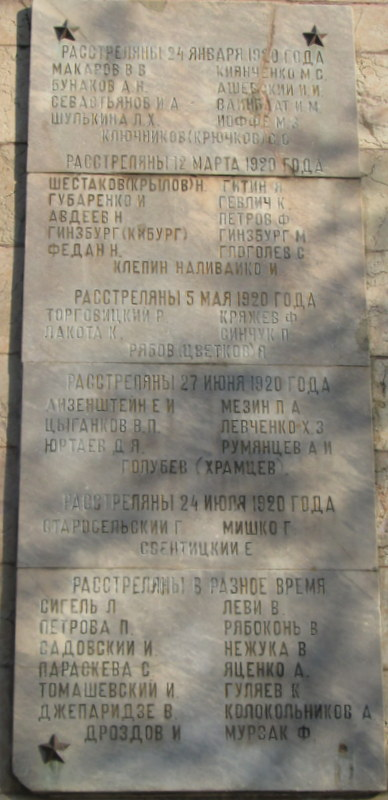

- Страчені 24 січня 1920 року: Макаров В. В., Бунаков А. Н., Севастьянов І. А., Шулькіна Л. Х., Киянченко М. С., Ашевський І. І., Вайнблат І. М., Іоффе М. З., Ключніков (Крючков) С. С.;
- Страчені 12 березня 1920 року: Шестаков (Крилов) Н., Губаренко І. С., Авдєєв М. П., Гінзбург (Кібург), Федан М., Гітін А., Гевлич К., Петров Ф., Гінзбург М., Глоголєв С., Клепін-Наливайко І.
- Страчені 5 травня 1920 року: Торговицький Р., Лакота К., Кряжев П. О., Синчук П., Рябов (Цветков) Я.
- Страчені 26—27 червня 1920 року: Айзенштейн Е. І., Циганков В. П., Юртаєв Д. Я., Мезін П. А., Левченко Х. З., Румянцев А. І., Голубєв П. (Храмцев В.).
- Страчені 24 липня 1920 року: Старосельський Г. С., Мишко Г. С., Свентицький Е.
- Страчені в різний час: Сигель Л., Петрова П., Садовський І., Параскева С., Томашевський І., Джепарідзе В., Дроздов Й. І., Леві В., Рябоконь В., Нежука В., Яценко А., Гуляєв К., Колокольніков А., Мурзак К.